# 1990年ルーマニア暫定国民統一評議会議長選挙
1990年ルーマニア暫定国民統一評議会議長選挙（1990ねんルーマニアざんていこくみんとういつひょうぎかいぎちょうせんきょ、ルーマニア語: 1990 Alegerea Președintelui Consiliului Interimar al Unității Naționale a României）は、1990年2月13日にルーマニアで行われた暫定国民統一評議会議長（元首）の選挙である。

## 概要
暫定国家元首である救国戦線評議会議長のイオン・イリエスクが選出、就任した。開票結果は公表されなかった。
暫定国民統一評議会（CPUN）は、1990年2月9日に救国戦線評議会（CFSN）に代わる統治体制として創設され、112の政党代表（各政党につき3名）、27名の少数民族代表、3名の元政治囚の代表（政党代表112人を除く）が参加した。この機関は、1990年のルーマニア総選挙まで、暫定的な一院制議会として機能し、選挙で選ばれた二院制議会に置き換えられました。